# Saurodactylus
Genre
Saurodactylus est un genre de geckos de la famille des Sphaerodactylidae.

## Répartition
Les trois espèces de ce genre se rencontrent au Sahara occidental, au Maroc et en Algérie.

## Liste des espèces
Selon The Reptile Database (13 mai 2016) :
- Saurodactylus brosseti (Bons & Pasteur, 1957)
- Saurodactylus fasciatus Werner, 1931
- Saurodactylus mauritanicus (Duméril & Bibron, 1836)

## Publication originale
- Fitzinger, 1843 : Systema Reptilium, fasciculus primus, Amblyglossae. Braumüller et Seidel, Wien, p. 1-106. (texte intégral).